# Andy North
Andrew Stewart North (* 9. März 1950 in Thorp, Wisconsin) ist ein US-amerikanischer Profigolfer. Es entschied im Jahr 1978 und im Jahr 1985 die US-Open für sich. Seit 1992 ist er Sportkommentator für den Sender ESPN.

## Karriere
North wuchs in Monona, Wisconsin, auf, wo er die Monona Grove High School besuchte und 1968 seinen Abschluss machte. Im Jahr 1969 gewann er das Wisconsin State Amateur Championship im Westmoor Country Club in Brookfield, Wisconsin und erhielt ein Sportstipendium für die University of Florida in Gainesville, Florida. Von 1969 bis 1972 spielte er für das Herren-Golfteam der Florida Gators unter seinem Trainer Buster Bishop. Er wurde dreimal in die erste Mannschaft der All-Southeastern Conference (SEC) gewählt und 1970, 1971 und 1972 zum All-American ernannt. North schloss 1972 sein Studium der Betriebswirtschaftslehre in Florida mit einem Bachelor ab und wurde später als „Gator Great“ in die Athletic Hall of Fame der University of Florida aufgenommen.
North wurde 1972 Golfprofi. Er hatte nur eine mäßig erfolgreiche Karriere auf der PGA Tour, die dadurch bemerkenswert war, dass zwei seiner drei Toursiege bei den US-Open stattfanden. Seinen ersten PGA-Tour-Sieg errang North 1977 bei den American Express Westchester Classic. Im darauffolgenden Jahr gewann er die US Open 1978 im Cherry Hills Country Club in Cherry Hills Village, Colorado. Bei den US Open 1985 auf dem South Course des Oakland Hills Country Club in Bloomfield Hills, Michigan, setzte sich North gegen den Taiwaner Chen Tze-chung durch. North spielte 1985 im Ryder-Cup-Team. 1990 gewann er den PGA Grand Slam of Golf. Seit seinem 50. Geburtstag im Jahr 2000 spielt North immer wieder auf der Champions Tour. Sein bestes Ergebnis war ein Sieg bei den Liberty Mutual Legends of Golf im Jahr 2008.
1992 begann North bei ESPN als Golfreporter. 2004 wurde er zum leitenden Golfreporter von ESPN und ABC Sports befördert. Seit 2003 ist er außerdem leitender Analyst bei ESPNs Golfstudiosendungen mit Moderator Scott Van Pelt.